# DOT A/S
DOT A/S er en dansk virksomhed, der udfører overfladebehandling og korrosionsbeskyttelse af metalvarer. De udfører bl.a. processerne rensning, maling, metallisering, lakering og varmeforzinkning. DOT har produktion på fire lokaliteter i Danmark og på seks lokaliteter i Sverige. Deres hovedkvarter er i Fasterholt ved Brande og i Danmark har de produktion i Fasterholt, Vildbjerg, Ferritslev og Køge.
DOT har 565 ansatte heraf 335 i Danmark (2023). De omsætter årligt for 739 mio. kr. (2023).
Dansk Overflade Teknik blev etableret i Fasterholt i 1984. I 2017 skiftede de navn til DOT A/S. DOT A/S er ejet af Alan Nissen og Casper Kirk Johansen.